# Ammothea depolaris
Ammothea depolaris là một loài nhện biển trong họ Ammotheidae. Loài này thuộc chi Ammothea. Ammothea depolaris được miêu tả khoa học năm 1966 bởi Stock.